# Élections législatives de 1997 dans la Haute-Saône
Les élections législatives françaises de 1997 se déroulent les 25 mai et 1er juin 1997. Dans le département de la Haute-Saône, trois députés sont à élire dans le cadre de trois circonscriptions.

## Élus
| Circonscription | Député sortant     | Parti | Parti | Député élu ou réélu | Parti | Parti   |
| --------------- | ------------------ | ----- | ----- | ------------------- | ----- | ------- |
| 1re             | Christian Bergelin |       | RPR   | Christian Bergelin  |       | RPR     |
| 2e              | Jean-Pierre Michel |       | MDC   | Jean-Pierre Michel  |       | MDC     |
| 3e              | Philippe Legras    |       | RPR   | Jean-Paul Mariot    |       | app. PS |

## Résultats

### Résultats à l'échelle du département
| Parti          | Parti                              | Premier tour | Premier tour | Second tour | Second tour | Sièges |
| Parti          | Parti                              | Voix         | %            | Voix        | %           | Sièges |
| -------------- | ---------------------------------- | ------------ | ------------ | ----------- | ----------- | ------ |
|                | Divers gauche                      | 23 098       | 20,25        | 41 231      | 33,83       | 2      |
|                | Parti socialiste                   | 10 680       | 9,36         | 19 872      | 16,31       | 0      |
|                | Parti communiste français          | 8 802        | 7,72         |             |             | 0      |
|                | Mouvement des citoyens             | 3 470        | 3,04         | 0           |             |        |
|                | Gauche plurielle                   | 46 050       | 40,37        | 61 103      | 50,14       | 2      |
|                |                                    |              |              |             |             |        |
|                | Rassemblement pour la République   | 27 193       | 23,84        | 40 604      | 33,32       | 1      |
|                | Union pour la démocratie française | 8 750        | 7,67         | 13 577      | 11,14       | 0      |
|                | La Droite indépendante             | 3 981        | 3,49         |             |             | 0      |
|                | Droite parlementaire               | 39 924       | 35,00        | 54 181      | 44,46       | 1      |
|                |                                    |              |              |             |             |        |
|                | Front national                     | 20 092       | 17,62        | 6 591       | 5,41        | 0      |
|                | Divers écologiste dont MÉI         | 3 972        | 3,48         |             |             | 0      |
|                | Extrême gauche dont LO et AREV     | 3 534        | 3,10         | 0           |             |        |
|                | Extrême droite                     | 487          | 0,43         | 0           |             |        |
|                |                                    |              |              |             |             |        |
| Inscrits       | Inscrits                           | 168 310      | 100,00       | 168 263     | 100,00      | 3      |
| Abstentions    | Abstentions                        | 45 744       | 27,18        | 38 268      | 22,74       |        |
| Votants        | Votants                            | 122 566      | 72,82        | 129 995     | 77,26       |        |
| Blancs et nuls | Blancs et nuls                     | 8 507        | 6,94         | 8 120       | 6,25        |        |
| Exprimés       | Exprimés                           | 114 059      | 93,06        | 121 875     | 93,75       |        |

### Résultats par circonscription

#### Première circonscription (Vesoul)
| Candidat       | Candidat                         | Parti          | Premier tour | Premier tour | Second tour | Second tour |  |
| Candidat       | Candidat                         | Parti          | Voix         | %            | Voix        | %           |  |
| -------------- | -------------------------------- | -------------- | ------------ | ------------ | ----------- | ----------- |  |
|                | Christian Bergelin sortant réélu | RPR            | 15 848       | 38,12        | 23 031      | 53,68       |  |
|                | Loïc Niepceron                   | PS             | 10 680       | 25,69        | 19 872      | 46,32       |  |
|                | Marcel Grognu                    | FN             | 6 415        | 15,43        |             |             |  |
|                | Frédéric Bernabé                 | PCF            | 3 049        | 7,33         |             |             |  |
|                | Michel Bailly                    | LDI (MPF)      | 1 531        | 3,68         |             |             |  |
|                | Jean Lheureux                    | LO             | 1 262        | 3,04         |             |             |  |
|                | Jean-François Jurvillier         | GÉ             | 1 146        | 2,76         |             |             |  |
|                | Michèle Durand-Migeon            | MÉI            | 972          | 2,34         |             |             |  |
|                | Nicolas Bultot                   | AREV           | 674          | 1,62         |             |             |  |
|                |                                  |                |              |              |             |             |  |
| Inscrits       | Inscrits                         | Inscrits       | 60 098       | 100,00       | 60 091      | 100,00      |  |
| Abstentions    | Abstentions                      | Abstentions    | 15 843       | 26,36        | 14 065      | 23,41       |  |
| Votants        | Votants                          | Votants        | 44 255       | 73,64        | 46 026      | 76,59       |  |
| Blancs et nuls | Blancs et nuls                   | Blancs et nuls | 2 678        | 6,05         | 3 123       | 6,79        |  |
| Exprimés       | Exprimés                         | Exprimés       | 41 577       | 93,95        | 42 903      | 93,21       |  |

#### Deuxième circonscription (Lure - Héricourt)
| Candidat       | Candidat                         | Parti          | Premier tour | Premier tour | Second tour | Second tour |  |
| Candidat       | Candidat                         | Parti          | Voix         | %            | Voix        | %           |  |
| -------------- | -------------------------------- | -------------- | ------------ | ------------ | ----------- | ----------- |  |
|                | Jean-Pierre Michel sortant réélu | MDC (PS)       | 13 702       | 35,37        | 21 843      | 51,99       |  |
|                | Gilles Roy                       | UDF (Rad)      | 8 750        | 22,59        | 13 577      | 32,32       |  |
|                | Claude Thiébaut                  | FN             | 7 662        | 19,78        | 6 591       | 15,69       |  |
|                | Gilles Lazar                     | PCF            | 3 809        | 9,83         |             |             |  |
|                | Denis Robert                     | MÉI            | 1 854        | 4,79         |             |             |  |
|                | Noël Hennequin                   | LO             | 1 598        | 4,12         |             |             |  |
|                | Claude Brocard                   | LDI (MPF)      | 1 366        | 3,53         |             |             |  |
|                |                                  |                |              |              |             |             |  |
| Inscrits       | Inscrits                         | Inscrits       | 57 359       | 100,00       | 57 353      | 100,00      |  |
| Abstentions    | Abstentions                      | Abstentions    | 15 753       | 27,46        | 13 090      | 22,82       |  |
| Votants        | Votants                          | Votants        | 41 606       | 72,54        | 44 263      | 77,18       |  |
| Blancs et nuls | Blancs et nuls                   | Blancs et nuls | 2 865        | 6,89         | 2 252       | 5,09        |  |
| Exprimés       | Exprimés                         | Exprimés       | 38 741       | 93,11        | 42 011      | 94,91       |  |

#### Troisième circonscription (Luxeuil-les-Bains)
| Candidat       | Candidat                | Parti          | Premier tour | Premier tour | Second tour | Second tour |  |
| Candidat       | Candidat                | Parti          | Voix         | %            | Voix        | %           |  |
| -------------- | ----------------------- | -------------- | ------------ | ------------ | ----------- | ----------- |  |
|                | Philippe Legras sortant | RPR            | 11 345       | 33,62        | 17 573      | 47,54       |  |
|                | Jean-Paul Mariot élu    | app. PS        | 9 396        | 27,85        | 19 388      | 52,46       |  |
|                | Marie-France Ligney     | FN             | 6 015        | 17,83        |             |             |  |
|                | Jean-Loup Coly          | MDC            | 3 470        | 10,28        |             |             |  |
|                | Maryvonne Dumora        | PCF            | 1 944        | 5,76         |             |             |  |
|                | Didier Tribout          | LDI (MPF)      | 1 084        | 3,21         |             |             |  |
|                | Jean-Claude Poulet      | Extrême droite | 487          | 1,44         |             |             |  |
|                |                         |                |              |              |             |             |  |
| Inscrits       | Inscrits                | Inscrits       | 50 853       | 100,00       | 50 819      | 100,00      |  |
| Abstentions    | Abstentions             | Abstentions    | 14 148       | 27,82        | 11 113      | 21,87       |  |
| Votants        | Votants                 | Votants        | 36 705       | 72,18        | 39 706      | 78,13       |  |
| Blancs et nuls | Blancs et nuls          | Blancs et nuls | 2 964        | 8,08         | 2 745       | 6,91        |  |
| Exprimés       | Exprimés                | Exprimés       | 33 741       | 91,92        | 36 961      | 93,09       |  |